# Noroses
Noroses es una banda finlandesa de heavy metal, que estuvieron en activo durante los años 1996–2000. Noroses lanzó el álbum The Dream en el año 1999 al igual que el  videoclip ”Bloodstains” y un EP con el mismo nombre de la banda.

## Miembros

### Miembros actuales
- Simbow (Simppu Silaste) – vocalista, guitarra
- Herbie (Petteri Heiskanen) – bajo
- T. Grahn (Tuomas Grahn) – guitarra
- Kevin (Kevin Tenetz) – batería

### Antiguos miembros
- Hosse Latvala
- Juha Takala
- Teemu Santonen
- Saku Mattila
- Punk Pelkonen
- Sami Wolking

## Discografía

### Álbumes
- The Dream (1999)

### EP
- Noroses (1999)[2]

### Videoclips
- Bloodstains (1999)[3]